# 夢しかなかった
『夢しかなかった』（ゆめしかなかった）は、日本のシンガーソングライターであるみのや雅彦の6枚目のアルバム。

## 解説
プロデュースを安全地帯の武沢豊が担当。みのや雅彦のアルバムでは初の海外レコーディング(アメリカ)作品。
ライナーノーツでは、みのやの楽曲に対する想いが綴られたコメントが楽曲毎に記されている。

## 批評
『CDジャーナル』は、「歌の持つパワーとは何か。歌が聴き手に与えてくれる勇気とは何か。そんな当たり前のことを、改めて胸にジンと感じてしまうアルバムだ。強い説得力と溢れるばかりの愛情を秘めたみのや雅彦の歌世界には、忘れていた純粋な気持ちを想起させてくれる力がある。」と批評した。

## 収録曲
- 全作詞・作曲:みのや雅彦、編曲:武沢豊

1. たとえ空から無情の雨が降り続けても
2. 友達
3. 泣いちまえよ
4. びしょ濡れの午前2時
5. その指も、そのくちびるも
6. 冬春夏秋
7. 部屋
編曲:西川進
8. 夢しかなかった
編曲:菊地圭介
  - 大仁田厚への提供曲[3]で、みのや自身の代表曲である。
9. 黄昏に
編曲:西川進
10. 遠い微笑み
編曲:菊地圭介

## STUFF
- SOUND PRODUCED BY 武沢豊
- CO-PRODUCED & MIXEED  BY 井川彰夫(reM.inc.)
- A&R DIRECTED BY 小林千春(マーキュリー・ミュージックエンタテインメント)
- RECORDED BY 井川彰夫(reM.inc.)、荒井 優(reM.inc.)
- MASTERED BY Yas Maeda
- ASSISTED BY Jared Johnson、Seth Cooperrider、Micheael Dumas、Steve Howard
- RECORDED BY Total Access Recording[4]、Mad Dog Studios[5]、オーシャン・ウェイ・レコーディング、Paramount Recording Studios[6]
- MIXED AT Track Record
- MASTERED AT Bernie Grundman Mastering[7]
- RECORDING COORDINATION :Joe Okuda[8](Rock On America)
- ART DIRECTION & DESIGN :髙地ゆみ(Paper Land)
- PHOTOGRAPHY :浅川英郎[9]
- EXECUTIVE PRODUCER :小野寺明夫(マーキュリー・ミュージックエンタテインメント)

## MUSICIANS
- E.GUITAR :武沢豊(1-6)
- E.GUITAR & A.GUITAR :西川進(7-10)
- SYNTHESIZER & A.PIANO :松浦晃久(1-6,9)、谷 有益(8,10)
- DRUMS :奥 出矢(1,4,6,8,10)[10]
- BASS :Freddie Washington(1,2,4,5,6)[11]、栃原優二(8,10)[12]
- SAX & CLARINET :Dan Higgins(2,4,5)[13]